# Кріт
Кріт (Talpa) — рід ссавців з родини кротових (Talpidae). Рід включає 13 сучасних видів, що живуть у Європі та Північній і Західній Азії. У всіх випадках це тварини, які живуть під землею і використовують нори та тунелі, які вони самі викопали. Усі кроти мають циліндричне тіло з короткою шиєю та передніми кінцівками, які були перетворені на знаряддя для риття. Зовнішніх вух немає, а очі приховані в шерсті. Колір волосяного покриву зазвичай темний. Тварини ведуть одиночний спосіб життя. Основною їжею їм служать дощові черв'яки і комахи. Розмноження відбувається раз на рік; як період вагітності, так і фаза годування молоком тривають лише кілька тижнів.

## Таксономія
Один з 19 сучасних родів родини. У складі світової фауни відомо 13 сучасних видів крота (див. кладограму):
- кріт алтайський — Talpa altaica
- кріт сліпий — Talpa caeca (підвиди caeca, augustana, hercegovinensis, steini)
- кріт кавказький — Talpa caucasica (підвиди caucasica, ognevi, orientalis)
- кріт європейський — Talpa europaea (підвиди europaea, cinerea, velessiensis)
- Talpa davidiana
- Talpa davidiana tatvanensis[2].
- Talpa hakkariensis[2].
- Talpa levantis (підвиди levantis, minima, talyschensis, transcaucasica)
- Talpa occidentalis
- Talpa romana (підвиди romana, adamoi, aenigmatica, brachycrania, montana, wittei)
- Talpa stankovici (підвиди stankovici, montenegrina)
- Talpa streeti
- Talpa transcaucasica

Крім того, за викопними рештками відомо кілька вимерлих видів: 
- †Talpa episcopalis — четвертинний період Німеччини й Румунії
- †Talpa fossilis — міоцен, пліоцен і плейстоцен Європи
- †Talpa gilothi — міоцен Австрії та Німеччини
- †Talpa gracilis — плейстоцен Румунії
- †Talpa minor — пліоцен і плейстоцен Європи
- †Talpa minuta — міоцен і четвертинний період Європи
- †Talpa neagui — пліоцен Румунії
- †Talpa praeglacialis — плейстоцен Румунії
- †Talpa tenuidentata — міоцен Чехії й Німеччини
- †Talpa tyrrhenica — плейстоцен Корсики та Сардинії
- †Talpa vallesensis — міоцен Австрії та Німеччини

У фауні України цей рід представлений тільки одним видом — кротом європейським (Talpa europaea). У працях XX ст. кількаразово припускалося, що у Карпатах мешкає форма (вид?) «caeca», яка вирізняється дрібними розмірами і майже 100 % сліпих особин в популяції. Пізніші дослідження показали, що карпатські форми крота є лише екологічною расою типового рівнинного виду кротів.

## Назва, вживання назви
Назва «кріт» походить від др. і псл. крътъ, спорідненого з лит. krutus — «рухливий» і krutёti — «ворушитися»
На сході України (зокрема, на Донецькому Кряжі в межах Луганщини) кротами називають сліпаків (сліпців) (Spalax microphthalmus). Імовірно, це пов'язано з тим, що населення цього краю сформоване з переселенок із західних областей України, які були знайомі лише з кротами і не знали сліпців (сліпаків).

## Ознаки роду
Ознаки роду наводяться за «Польовим визначником дрібних ссавців України» (2002) і наводяться у формі протиставлення з іншим родом кротових — хохулею (Desmana).
- Довжина тіла до 150 мм.
- Хвіст 25–40 мм, круглий на перетині, густо вкритий шерстю.
- Хутро оксамитове, з усіх боків чорне.
- Передні кінцівки широкі, більші за задні і розвернуті долонями назовні.
- Усі різці подібні за розмірами, значно менші від довших і гострих верхніх іклів.

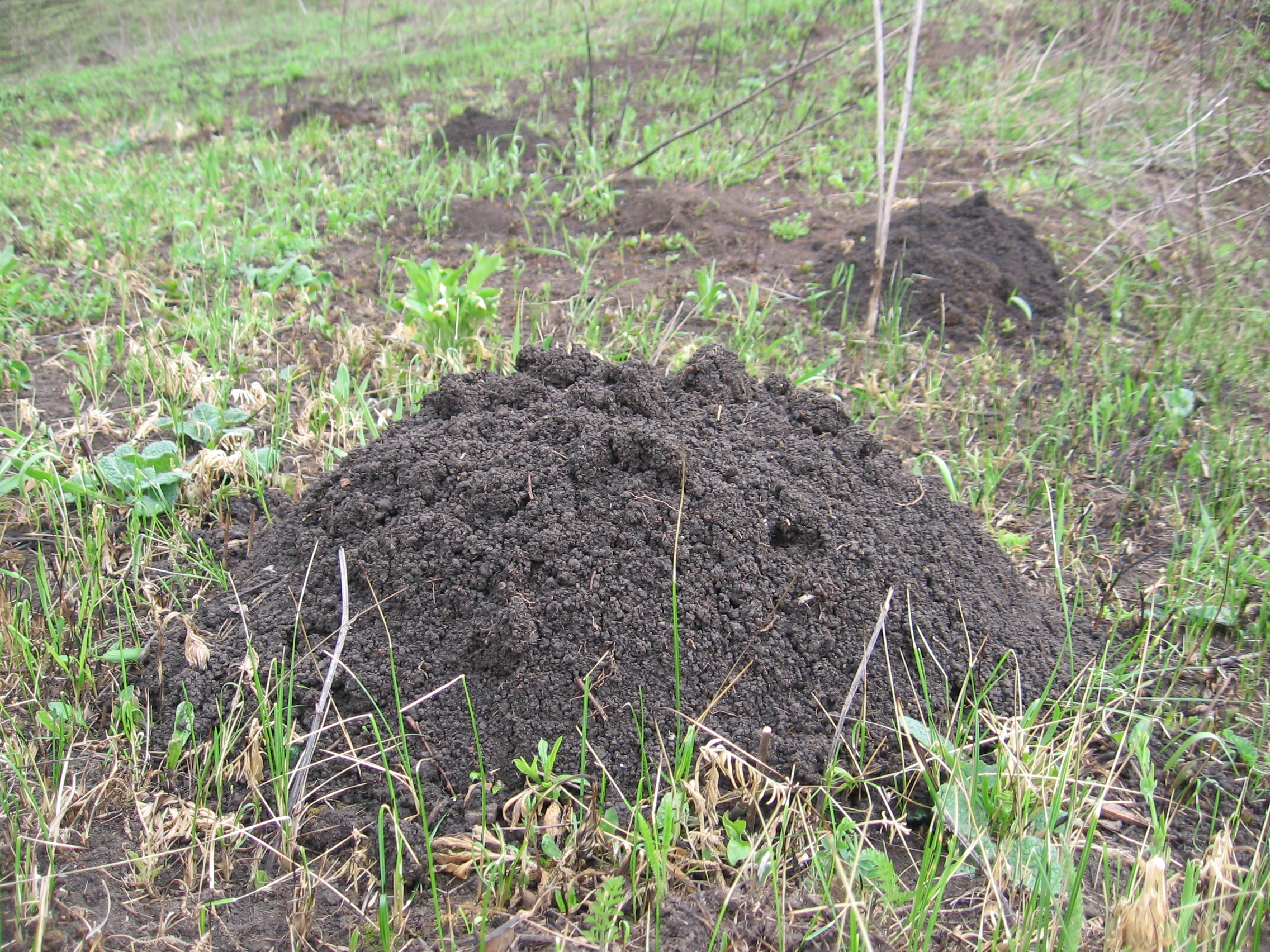
Кротовини — типові кротові пориї